# Geert van Istendael
Geert van Istendael (narozen 29. března 1947) vlastním jménem Geert Maria Mauricius Julianus Vanistendael, je belgický spisovatel, básník a esejista. Studoval sociologii a filozofii na Katholieke Universiteit Leuven.  V letech 1987 až 1993 pracoval jako novinář pro Belgickou státní televizi a od roku 1993 se stal spisovatelem na plný úvazek. Jeho bratrem je Frans Vanistendael. Je zastáncem Oranžismu.

## Ocenění
- 1995 – Geuzenprijs společně s Paul de Leeuwem